# Donhead St Mary
 (septembre 2023).
Donhead St Mary est une paroisse civile et un village du Wiltshire, en Angleterre.